# 프로이시셰 알게마이네 차이퉁

프로이시셰 알게마이네 차이퉁(독일어: Preußische Allgemeine Zeitung, PAZ)은 동프로이센 실향민협회(Landsmannschaft Ostpreußen)에 의해 독일 함부르크에서 발행되는 주간신문이다.
1950년 4월 1일 오스트프로이센블라트(Ostpreußenblatt)를 제호(題號)로 하여 창간되었으며 독일 구 동방영토 등 중동부 유럽에서 추방된 독일인 실향민들을 주 독자층으로 설정하였다. 실향민들이 점점 노쇠해지면서, 2003년에 새로운 독자층을 얻고, 실향민 소식지로서의 이미지를 불식시키기 위해 프로이시셰 알게마이네 차이퉁(Preußische Allgemeine Zeitung)으로 제호를 변경했다. 신문의 성향은 "프로이센 보수주의"를 지향한다고 소개한다.
2019년 기준으로 매주 금요일에 주 1회 발행하고 있으며, 가격은 1부당 2.90유로이다.
2019년 제49호(12월 13일)부터 제호(題號)를 다시 프로이시셰 알게마이네(Preußische Allgemeine)로 변경하였다.